# HMS Illustrious (87)
HMS Illustrious (87) var ett hangarfartyg av Illustrious-klass i brittiska Royal Navy. Hon var det fjärde fartyget ur Royal Navy som har döpts till HMS Illustrious. Hon tjänstgjorde först i Medelhavet där hon bland annat deltog i anfallet mot Taranto. Den 10 januari 1941 skadades hon svårt av åtta bombträffar från tyska Junkers Ju 87 från X. Fliegerkorps, hon fick därefter repareras i Virginia på Norfolk Navy Yard. I maj 1942 togs hon åter i tjänst. Hon utrangerades i slutet av 1954, såldes och skrotades i Faslane.